# Lemon Incest
Lemon Incest ist ein Lied, das Serge Gainsbourg im Duett mit seiner Tochter Charlotte Gainsbourg geschrieben, komponiert und aufgeführt hat. Das 1984 aufgenommene Lied wurde 1985 als Single aus Gainsbourgs Album Love on the Beat veröffentlicht. Es ist auch auf verschiedenen Versionen von Charlottes Album Charlotte for Ever (1986) erschienen. Der Song war wegen seines Themas umstritten, aber dennoch erfolgreich und erreichte Platz 2 der französischen Charts.

## Text, Musik und Video
Der Titel ist ein französisches Wortspiel im Refrain zwischen „Un zeste de citron“ („Eine Zitronenschale“) und „Inceste de citron“ („Zitroneninzest“). Die Musik basiert auf Étude Op. 10, Nr. 3 in E-Dur von Frédéric Chopin.
Das Musikvideo zeigt Serge Gainsbourg ohne Hemd und in Jeans und seine Tochter Charlotte, die ein Hemd und einen Slip trägt und auf einem Bett liegt.

## Kontroverse
Dieses Lied sorgte für einen Skandal, da ihm vorgeworfen wurde, Pädophilie und Inzest zu verherrlichen. Die damals dreizehnjährige Charlotte singt zweideutige Texte, die sich auf eine unmögliche körperliche Liebe zwischen einem Erwachsenen und seinem Kind zu beziehen scheinen. Darüber hinaus ist die Beziehung zwischen den beiden Sängern – Vater und Tochter – dieselbe wie die der Protagonisten des Liedes. Dieser Umstand führte zum Verdacht eines autobiografischen Charakters des Werks. Serge Gainsbourg bestritt diese Vorwürfe in den Medien. In einem Interview im Jahr 2010 verteidigte Charlotte ihre Entscheidung, das Lied aufzunehmen, gab jedoch zu, dass es sich um eine „Provokation“ handelte.

## Charterfolg
In die französischen Single-Charts stieg „Lemon Incest“ am 26. Oktober 1985 direkt auf Platz sieben ein. Zwei Wochen belegte die Single Rang sechs, erreichte schließlich Platz zwei und blieb dort vier Wochen hintereinander, ohne die beiden Nummer-eins-Hits – „Lover Why“ von Century und „Je te donne“ von Jean-Jacques Goldman und Michael Jones – zu verdrängen. Der Song hielt sich insgesamt 10 Wochen in den Top 10 und 18 Wochen in den Top 50.

## Trivia
„Lemon Incest“ wurde im 2008 erschienenen Filmdrama Genova verwendet.
Rachel Kushner benennt ein Kapitel in ihrem Roman See der Schöpfung nach diesem Song.